# Thomas Blount (lexicógrafo)

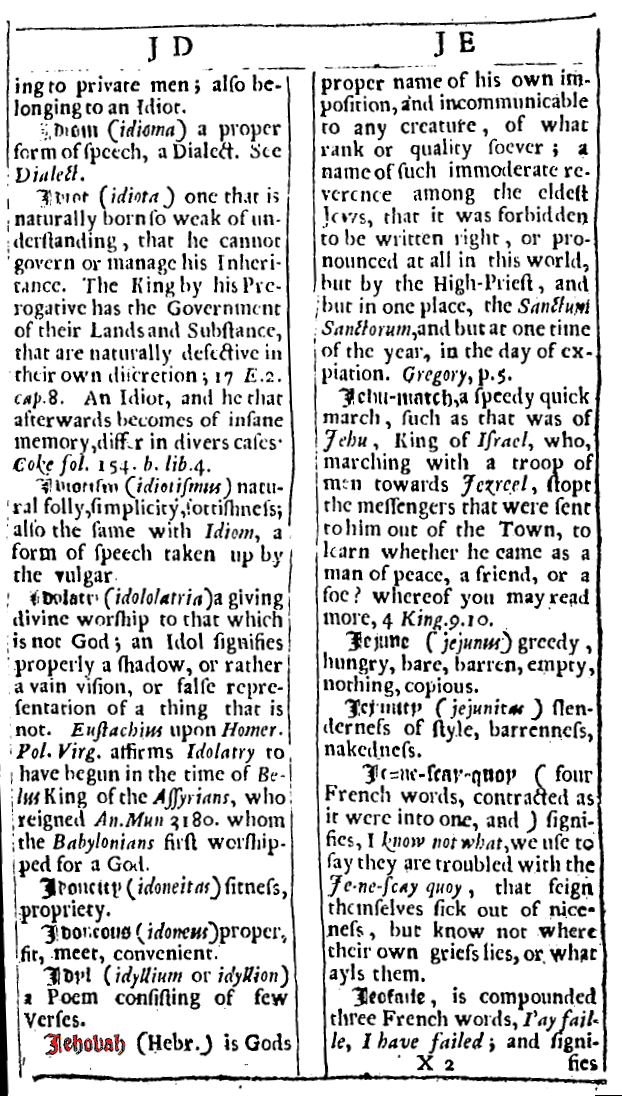
Una página de la Glossographia de Blount (publicada en 1661).

Thomas Blount (1618-1679) fue un anticuario y lexicógrafo inglés.

## Biografía
Hijo de Myles Blount, de Orleton en Herefordshire, nació en Bordesley, Tardebigge, Worcestershire. Estaba llamado a ejercer la abogacía en el Inner Temple, pero debido a que era devoto católico se vio excluido de este oficio, dado que en aquella época, los católicos eran marginados de todas las esferas de la vida pública en Inglaterra. Retirado a sus propiedades de Orleton, se dedicó a estudiar Derecho como mero aficionado y a perfeccionarse en otras ramas del conocimiento.
Contrajo matrimonio con Anne Church, de Maldon, Essex, (1617-1697), en 1661, de quien tuvo una hija, Elizabeth, (1662-1724). Thomas Blount falleció el 26 de diciembre de 1679, a la edad de sesenta y un años.

## Su gran obra: laGlossographia
Su obra más conocida, y por la que aún hoy en día es recordado, es la Glossographia; or, a dictionary interpreting the hard words of whatsoever language, now used in our refined English tongue (1656), que gozaría de varias ediciones y es una lectura entretenida e instructiva. Define 11.000 palabras poco habituales de la lengua inglesa y fue el mayor Diccionario de esta lengua hasta entonces. Fue el último, más grande y voluminoso diccionario de palabras raras del inglés, analizando términos técnicos o literarios que podían ser desconocidos para aquellos de la creciente y pujante mesocracia inglesa de la época sin bagaje académico. Fue el primer diccionario en lengua inglesa con ilustraciones, etimologías y fuentes escritas para el origen de algunos vocablos. 

## Otras obras
- Boscobel, 1651.
- Nomolexicon: a law dictionary interpreting such difficult and obscure words and terms as are found either in our common or statute, ancient or modern lawes (1670; tercera edición, con adiciones por W. Nelson, 1717), Nomolexicon: un diccionario de Derecho que interpreta términos y palabras oscuras halladas en nuestras leyes antiguas, modernas...
- Fragmenta Antiquitatis: Ancient Tenures of land, and jocular customs of some manners (1679; ampliado por J. Beckwith y republicado, con adiciones por H. M. Beckwith, en 1815; de nuevo revisado y ampliado por W. C. Hazlitt, 1874), Fragmenta Antiquitatis: tenencias antiguas de la tierra y costumbres lúdicas de algunos usos. Es un libro que ilustra su pasión como anticuario.